# Ovidiu Herea
Ovidiu Nicolae Herea (Bucarest, 26 marzo 1985) è un ex calciatore rumeno, di ruolo centrocampista.

## Palmarès

### Club

#### Competizioni nazionali
- Coppa Svizzera: 1

Sion: 2014-2015